# Спасская церковь (Зашиверск)
Спасская церковь (также церковь Нерукотворного Спаса Христа) — православный храм в Новосибирском районе Новосибирской области, в Историко-архитектурном музее под открытым небом, куда был перевезён в 1971 году из исчезнувшего заполярного города Зашиверска.
Построена в 1700 году плотником Андреем Хабаровым. Сохранилась в первозданном виде.

## Строение
Спасская церковь, строительство которой завершилось в 1700 году, была встроена в стены острога. А. Л. Биркенгоф так отзывался о зодчих Спасской церкви («Потомки землепроходцев», 1972): «Скромными средствами из дерева и щепки творили строители Зашиверского храма своё прекрасное произведение. В тоске по далекой родине они вложили свою русскую душу в постройку, и здесь в „Юкагирской землице“ они создали памятник для себя — о Руси, потомкам — о себе и своих славных подвигах».
Сохранилась почти в первозданном виде, за исключением внутренних перестроек. Сохранность здания обеспечила, прежде всего, прочность брёвен из лиственницы, со временем «окаменевших». Ко времени проведения экспедиции СО АН СССР в 1969—1971 годах была частично повреждена кровля крыши и пол церкви, уничтожена печь и перегородки в трапезной, выявлена осадка стен в результате повреждения нижних частей церкви.
Планировочно церковь состоит из трёх помещений, находящихся на единой оси: церкви, алтаря и трапезной. Трапезная в форме квадрата, имевшая мирское назначение, имела наибольшую площадь — 6,17 на 5,99 метров. Не имеет фундамента, держится на окладных венцах, установленных на глубине 30—40 см от поверхности. Церковь имела размеры 5,3 на 4,35 м. Тепло зимой достигалось за счёт низких двойных потолков (высота помещения в трапезной составляла 3,14 м) и двойного пола, маленьких слюдяных окон, размещённых на южной стороне: так, в самой церкви имелось три окна размером 51 на 49 см, в трапезной — два совмещённых окна размером 52 на 49 см. Печь располагалась в трапезной, откуда тепло поступало в церковное помещение. Церковь имеет два яруса: четверик (церковное помещение) и восьмерик, над которым поднимается шатёр с шейкой и главкой луковичной формы.
В 8 метрах западнее церкви находилась колокольня того же года постройки, высотой до креста 12,5 м. Ко второй половине XX века оказалась в полуразрушенном состоянии. В первозданном виде сохранилась лишь нижняя часть из 14 венцов четверика и 4 венцов восьмерика. В стене имеются вырубленные в брёвнах бойницы размером 5 на 5 см. Шатёр колокольни завершает главка с крестом.
В 1971 году по решению правительства Якутской АССР церковь была в разобранном виде перевезена в Историко-архитектурный музей под открытым небом под Новосибирском. В 1960 году отнесена к объектам культурного наследия РСФСР.